# PLPP6
PLPP6 (англ. Phospholipid phosphatase 6) – білок, який кодується однойменним геном, розташованим у людей на 9-й хромосомі. Довжина поліпептидного ланцюга білка становить 295 амінокислот, а молекулярна маса — 32 194.
| 10         |  | 20         |  | 30         |  | 40         |  | 50         |
| ---------- |  | ---------- |  | ---------- |  | ---------- |  | ---------- |
| MPSPRRSMEG |  | RPLGVSASSS |  | SSSPGSPAHG |  | GGGGGSRFEF |  | QSLLSSRATA |
| VDPTCARLRA |  | SESPVHRRGS |  | FPLAAAGPSQ |  | SPAPPLPEED |  | RMDLNPSFLG |
| IALRSLLAID |  | LWLSKKLGVC |  | AGESSSWGSV |  | RPLMKLLEIS |  | GHGIPWLLGT |
| LYCLCRSDSW |  | AGREVLMNLL |  | FALLLDLLLV |  | ALIKGLVRRR |  | RPAHNQMDMF |
| VTLSVDKYSF |  | PSGHATRAAL |  | MSRFILNHLV |  | LAIPLRVLVV |  | LWAFVLGLSR |
| VMLGRHNVTD |  | VAFGFFLGYM |  | QYSIVDYCWL |  | SPHNAPVLFL |  | LWSQR      |

A: Аланін

C: Цистеїн

D: Аспарагінова кислота

E: Глутамінова кислота

F: Фенілаланін

G: Гліцин

H: Гістидин

I: Ізолейцин

K: Лізин

L: Лейцин

M: Метіонін

N: Аспарагін

P: Пролін

Q: Глутамін

R: Аргінін

S: Серин

T: Треонін

V: Валін

W: Триптофан

Кодований геном білок за функціями належить до гідролаз, фосфопротеїнів. 
Локалізований у мембрані.